# Panton Rayeuk A
Panton Rayeuk A is een bestuurslaag in het regentschap Aceh Timur van de provincie Atjeh, Indonesië. Panton Rayeuk A telt 476 inwoners (volkstelling 2010).